# Taeniolejeunea floccosa
Taeniolejeunea floccosa là một loài Rêu trong họ Lejeuneaceae. Loài này được (Lehm. & Lindenb.) Zwickel miêu tả khoa học đầu tiên năm 1933.